# ميناء سكيكدة
ميناء سكيكدة. يضم ميناء سكيكدة ميناءين، الميناء القديم الخاص بحركة البضائع يحتل مساحة 35 هكتارا ويحقق أربعة ملايين و500 ألف طن سنويا، وميناء جديد خاص بالمواد النفطية. يعد الميناء الجديد على مستوى الوطن بعد ميناء أرزيو، إضافة إلى الميناء الجاف. 
يحوي ميناء سكيكدة محطة بحرية تتسع لـ 1200 مسافر ومحطة بحرية للمركبات بسعة 500 مركبة، هذا ويسجل الميناء حوالى 23 مليون طن كحركة خاصة بالمواد النفطية، 3.7 مليون طن حركة سلع و132 ألف حركة حاويات بزيادة حجم أعمال تعدت 13% مقارنة بالسنة الماضية، بمعنى جاوز 6 ملايير دينار.